# Boston-Marathon 1933
| 37. Boston-Marathon    | 37. Boston-Marathon        |
| ---------------------- | -------------------------- |
| Stadt                  | Boston, Vereinigte Staaten |
| Datum                  | 19. April 1933             |
| Distanz                | 41,1 – 42,2 Kilometer      |
| Sieger                 |                            |
| Männer                 | Leslie Pawson (2:31:01 h)  |
| ← Boston-Marathon 1932 | Boston-Marathon 1934 →     |
| Website                | Offizielle Website         |

Der Boston-Marathon 1933 war die 37. Ausgabe der jährlich stattfindenden Laufveranstaltung in Boston, Vereinigte Staaten. Der Marathon fand am 19. April 1933 statt. Die Laufdistanz betrug zwischen 41,1 und 42,2 Kilometer.
Es gewann Leslie Pawson in 2:31:01 h.

## Ergebnis
| Platz | Athlet           | Land               | Zeit (h) |
| ----- | ---------------- | ------------------ | -------- |
| 01    | Leslie Pawson    | Vereinigte Staaten | 2:31:01  |
| 02    | Dave Komonen     | Finnland           | 2:36:27  |
| 03    | Dick Wilding     | Kanada             | 2:38:00  |
| 04    | Harold Webster   | Kanada             | 2:38:31  |
| 05    | Ville Kyrönen    | Finnland           | 2:39:50  |
| 06    | Albert Michelsen | Vereinigte Staaten | 2:40:27  |
| 07    | Walter Hornby    | Kanada             | 2:41:32  |
| 08    | Clarence DeMar   | Vereinigte Staaten | 2:43:18  |
| 09    | Johnny DeGloria  | Vereinigte Staaten | 2:43:20  |
| 10    | Hugo Kauppinen   | Vereinigte Staaten | 2:46:01  |